# Wojciech Cwojdziński
Wojciech Cwojdziński (ur. 23 kwietnia 1897 w Pacholewie w Wielkopolsce, zm. wiosną 1940 w Twerze) – starszy posterunkowy Policji Państwowej, ofiara zbrodni katyńskiej.
Był synem Walentego i Stanisławy Wiśniewskiej. Walczył w powstaniu wielkopolskim i na wojnie z bolszewikami w 1920 roku. W latach 1922–1934 pełnił służbę na posterunku w Hadyćkowcach w powiecie kopyczynieckim. Następnie, do września 1939, pełnił służbę na posterunku w Kopyczyńcach.
Został aresztowany i wywieziony przez NKWD do obozu w Ostaszkowie w kwietniu 1940 roku i w tym samym miesiącu został przewieziony do Tweru, gdzie został zamordowany. Pochowany w Miednoje.
Pośmiertnie awansowany na stopień aspiranta 10 listopada 2007 w drugim dniu obchodów uroczystości „Katyń Pamiętamy – Uczcijmy Pamięć Bohaterów”.

## Odznaczenia
- Krzyż Walecznych[1][wymaga weryfikacji?]
- Medal Pamiątkowy za Wojnę 1918–1921[1]
- Medal Dziesięciolecia Odzyskanej Niepodległości[1]
- Krzyż Kampanii Wrześniowej 1939 r. – 1 stycznia 1986 (pośmiertnie)[4]